# Mont-Saint-Martin (Meurthe i Mosel·la)
Mont-Saint-Martin és un municipi francès situat al departament de Meurthe i Mosel·la i a la regió del Gran Est. L'any 2007 tenia 8.078 habitants.

## Demografia

### Població
El 2007 la població de fet de Mont-Saint-Martin era de 8.078 persones. Hi havia 3.036 famílies, de les quals 920 eren unipersonals (388 homes vivint sols i 532 dones vivint soles), 780 parelles sense fills, 988 parelles amb fills i 348 famílies monoparentals amb fills.
La població ha evolucionat segons el següent gràfic:
Habitants censats

### Habitatges
El 2007 hi havia 3.345 habitatges, 3.132 eren l'habitatge principal de la família, 11 eren segones residències i 202 estaven desocupats. 1.967 eren cases i 1.334 eren apartaments. Dels 3.132 habitatges principals, 1.089 estaven ocupats pels seus propietaris, 1.991 estaven llogats i ocupats pels llogaters i 52 estaven cedits a títol gratuït; 59 tenien una cambra, 314 en tenien dues, 615 en tenien tres, 960 en tenien quatre i 1.184 en tenien cinc o més. 1.925 habitatges disposaven pel capbaix d'una plaça de pàrquing. A 1.534 habitatges hi havia un automòbil i a 983 n'hi havia dos o més.

### Piràmide de població
La piràmide de població per edats i sexe el 2009 era:
| Homes | Edats   | Dones |
| ----- | ------- | ----- |
| 0     | 95 o +  | 16    |
| 16    | 90 a 94 | 32    |
| 40    | 85 a 89 | 60    |
| 56    | 80 a 84 | 40    |
| 116   | 75 a 79 | 148   |
| 212   | 70 a 74 | 196   |
| 160   | 65 a 69 | 200   |
| 200   | 60 a 64 | 200   |
| 184   | 55 a 59 | 176   |
| 252   | 50 a 54 | 268   |
| 200   | 45 a 49 | 292   |
| 264   | 40 a 44 | 244   |
| 320   | 35 a 39 | 272   |
| 352   | 30 a 34 | 292   |
| 372   | 25 a 29 | 312   |
| 336   | 20 a 24 | 336   |
| 264   | 15 a 19 | 276   |
| 280   | 10 a 14 | 276   |
| 244   | 5 a 9   | 312   |
| 232   | 0 a 4   | 216   |

## Economia
El 2007 la població en edat de treballar era de 5.179 persones, 3.419 eren actives i 1.760 eren inactives. De les 3.419 persones actives 2.817 estaven ocupades (1.553 homes i 1.264 dones) i 602 estaven aturades (338 homes i 264 dones). De les 1.760 persones inactives 324 estaven jubilades, 522 estaven estudiant i 914 estaven classificades com a «altres inactius».

### Ingressos
El 2009 a Mont-Saint-Martin hi havia 2.995 unitats fiscals que integraven 7.370,5 persones, la mediana anual d'ingressos fiscals per persona era de 14.183 €.

### Activitats econòmiques
Dels 232 establiments que hi havia el 2007, 1 era d'una empresa extractiva, 7 d'empreses alimentàries, 1 d'una empresa de fabricació de material elèctric, 5 d'empreses de fabricació d'altres productes industrials, 26 d'empreses de construcció, 102 d'empreses de comerç i reparació d'automòbils, 2 d'empreses de transport, 23 d'empreses d'hostatgeria i restauració, 1 d'una empresa d'informació i comunicació, 3 d'empreses financeres, 15 d'empreses immobiliàries, 7 d'empreses de serveis, 20 d'entitats de l'administració pública i 19 d'empreses classificades com a «altres activitats de serveis».
Dels 62 establiments de servei als particulars que hi havia el 2009, 1 era una comissaria de policia, 1 gendarmeria, 1 oficina de correu, 1 una oficina bancària, 4 funeràries, 7 tallers de reparació d'automòbils i de material agrícola, 1 taller d'inspecció tècnica de vehicles, 1 autoescola, 2 paletes, 7 guixaires pintors, 2 fusteries, 3 lampisteries, 2 electricistes, 3 empreses de construcció, 4 perruqueries, 17 restaurants, 1 agència immobiliària, 2 tintoreries i 2 salons de bellesa.
Dels 50 establiments comercials que hi havia el 2009, 1 era, 2 supermercats, 1 una gran superfície de material de bricolatge, 3 botiges de menys de 120 m², 4 fleques, 1 una carnisseria, 1 una peixateria, 20 botigues de roba, 1 una botiga de roba, 5 sabateries, 1 una sabateria, 1 una botiga d'electrodomèstics, 3 botigues de material esportiu, 1 un drogueria, 4 joieries i 1 una joieria.
L'any 2000 a Mont-Saint-Martin hi havia 6 explotacions agrícoles.

## Equipaments sanitaris i escolars
El 2009 hi havia 1 hospital de tractaments de curta durada, 1 hospital de tractaments de mitja durada (seguiment i rehabilitació, 1 un hospital de tractaments de llarga durada, 1 psiquiàtric, 1 centre d'urgències, 1 maternitat, 2 centres de salut, 4 farmàcies i 2 ambulàncies.
El 2009 hi havia 3 escoles maternals i 4 escoles elementals. A Mont-Saint-Martin hi havia 1 col·legi d'educació secundària i 1 liceu tecnològic. Als col·legis d'educació secundària hi havia 184 alumnes i als liceus tecnològics 254.
Mont-Saint-Martin disposava d'un centre de formació no universitària superior de formació sanitària.

## Fills il·lustres
- Hubert Mingarelli (1956 -) escriptor, Premi Médicis de l'any 2003.

## Poblacions més properes
El següent diagrama mostra les poblacions més properes.